# 마커스 힉스
마커스 힉스(Marcus Hicks, 1978년 1월 21일 ~ 2023년 5월 30일)는 대구 오리온스에서 활약했던 미국 출신 전직 농구 선수로 2001년에 고양 소노에 입단한 후 2003년까지 활약하였다.

## 선수 시절
미시시피 대학교 졸업 후 2000-01 시즌을 앞두고 KBL의 대구 오리온스에 입단한 뒤 2000-01 시즌 54경기 1408득점, 464개의 리바운드, 261개의 어시스트, 49개의 스틸, 173개의 블록슛의 맹활약으로 2000-01 시즌 최우수 외국인 선수로 선정되며 전 시즌 꼴찌에 머물렀던 팀을 창단 첫 KBL 챔피언으로 만들었고 2002-03 시즌에서도 53경기 1283득점, 435개의 리바운드, 196개의 어시스트, 64개의 스틸, 156개의 블록슛을 기록하며 팀을 2회 연속 챔피언결정전으로 끌어올렸다.
그리고 2002-03 시즌에서 팀을 2회 연속 챔프전 진출 및 첫 준우승으로 이끈 활약을 바탕으로 고양 소노(당시 오리온스)와 재계약을 맺었지만 비시즌 도중 찾아온 허리 통증으로 시즌 아웃되었고 치료를 위해 미국으로 건너간 뒤 다시는 KBL 무대로 복귀하지 못했다.
그렇게 허리 통증으로 1년동안 치료에만 전념하다가 허리 통증 회복 후 2004년에는 CBA의 야키마 선킹스에서, 2005년에는 프랑스 2부 리그의 대체 선수로 활동했으나 오래 가지를 못했고 이후 세미 프로리그를 전전하다가 2006년 현역에서 물러났다.

## 사망
2023년 7월 24일 기사를 통해 5월 30일 사망했다는 소식이 뒤늦게 알려졌으나 사망 원인은 언급되지 않았으며 모교인 미시시피 대학교도 홈페이지를 통해 애도의 뜻을 표했다.

## 수상

### 클럽
대구 오리온스
- KBL : 우승 (2001-02), 준우승 (2002-03)

### 개인 수상
- 한국프로농구 2001-02 최우수 외국인 선수상
- 한국프로농구 2001-02 플레이오프 최우수선수
- 한국프로농구 2002-03 최우수 외국인 선수상
- 한국프로농구 2002-03 올스타전 덩크슛 콘테스트 우승
- 한국프로농구 2002-03 올스타전 최우수 선수상